# Cerchi gemelli di Archimede

Costruzione dei cerchi di Archimede (in rosso). Il semicerchio esterno ha raggio unitario, quello interno più grande r, quello interno più piccolo 1 - r.

In geometria piana, i cerchi gemelli di Archimede, creati per la prima volta dal matematico siceliota Archimede di Siracusa, sono una coppia di cerchi notevoli che possono essere costruiti all'interno di un arbelo. Qualsiasi cerchio costruito sulla base dello stesso arbelo e che possiede la stessa area di uno dei cerchi gemelli di Archimede viene denominato, in via generica, cerchio di Archimede.

## Costruzione
La base per la costruzione dei cerchi gemelli di Archimede è un arbelo, figura geometrica definita da tre semicirconferenze, due delle quali inserite nella terza, in modo da essere tangenti a due a due. I loro diametri sono giacenti sullo stesso segmento AC.

Viene tracciata una perpendicolare ad AC passante per la cuspide interna B dell'arbelo. I cerchi di Archimede vengono quindi costruiti tangenti a quest'ultima perpendicolare e alla semicirconferenza esterna; C1 è inoltre tangente al semicerchio interno più grande, mentre C2 al semicerchio interno più piccolo. Ognuno dei due cerchi è univocamente determinato dalle tre condizioni di tangenza, e la loro costruzione è un caso particolare di risoluzione del problema di Apollonio.

## Proprietà

### Raggio dei cerchi
Poiché è dimostrabile che i due cerchi di Archimede sono congruenti, essi condividono la stessa lunghezza del raggio e la medesima area. Definendo r = AB/AC, il raggio dei cerchi è calcolabile come segue:
{\displaystyle \rho ={\frac {1}{2}}r\left(1-r\right)}
Inoltre, secondo la Proposizione 5 del Libro dei Lemmi di Archimede, il raggio di un cerchio di Archimede può ottenersi a partire dai raggi a e b dei due semicerchi interni dell'arbelo di costruzione, secondo la seguente formula:
{\displaystyle \rho ={\frac {ab}{a+b}}}

### Centri dei cerchi
Se r = AB/AC, i centri di C1 e C2 hanno le seguenti coordinate:
{\displaystyle C_{1}=\left({\frac {1}{2}}r\left(1+r\right),r{\sqrt {1-r}}\right)}
{\displaystyle C_{2}=\left({\frac {1}{2}}r\left(3-r\right),\left(1-r\right){\sqrt {r}}\right)}